# Andrea Amacher
Andrea Amacher, née le 1er mai 1969, est une cavalière franco-suisse d'endurance.

## Carrière
Aux Jeux équestres mondiaux de 2014 en Basse-Normandie, elle remporte la médaille de bronze en endurance par équipes, avec Barbara Lissarrague et Sonja Fritschi.